# كولن نيلسون
كولن نيلسون (بالإنجليزية: Colin Nelson)‏ (13 مارس 1938 في المملكة المتحدة - ) هو لاعب كرة قدم بريطاني في مركز الدفاع. لعب مع نادي سندرلاند ونادي مانسفيلد تاون.

## وصلات خارجية
- كولن نيلسون على موقع قاعدة بيانات كرة القدم.إي يو (الإنجليزية)